# 1811.
◄ | 18. stoljeće | 19. stoljeće | 20. stoljeće | ►
◄ | 1780-ih | 1790-ih | 1800-ih | 1810-ih | 1820-ih | 1830-ih | 1840-ih | ►
◄◄ | ◄ | 1808. | 1809. | 1810. | 1811. | 1812. | 1813. | 1814. | ► | ►►
Arhitektura • Astronomija • Biologija • Glazba • Kazalište • Kemija • Kiparstvo • Knjige • Književnost • Kršćanstvo • Meteorologija • Medicina • Politika • Pravo • Promet • Slikarstvo • Šport • Znanost

## Rođenja
- 14. siječnja – Fran Kurelac, hrvatski književnik i filolog († 1874.)
- 11. srpnja – William Robert Grove, velški sudac i fizičar († 1896.)
- 18. srpnja – William Makepeace Thackeray, engleski književnik († 1863.)
- 21. srpnja – Dimitrije Demeter, hrvatski književni i kazališni djelatnik († 1872.)
- 22. listopada – Franz Liszt, austrijski skladatelj mađarskog porijekla († 1886.)
- 25. listopada – Évariste Galois, francuski matematičar († 1832.)
- 25. prosinca – Wilhelm Emmanuel Freiherr von Ketteler, njemački biskup († 1877.)

## Smrti
- 21. studenog – Heinrich von Kleist, njemački književnik (* 1777.)

## Vanjske poveznice
|  | Zajednički poslužitelj ima još gradiva o temi 1811. |